# Merciless (gruppo musicale)
I Merciless sono una death/thrash metal band svedese, fondato durante l'estate del 1986 a Strängnäs, da Erik Wallin
(chitarra), Fredrik Karlen (basso) e Stefan Carlsson (batteria).
I componenti sono stati ispirati da gruppi come i Kreator, Sodom, Destruction e Bathory. In precedenza avevano preso parte ad alcuni concerti locali con i nomi di Obsessed e Black Mass, cambiato in Merciless nei primi mesi del 1987.

## Storia
Registrarono un demo dal titolo Behind the Black Door, ma Kale abbandonò ben presto la band e fu sostituito da Rogga nei primi mesi del 1988. Questa line-up registrò un secondo demo, Realm of the Dark, nel giugno 1988 che suscitò l'interesse della Deathlike Silence Productions - l'etichetta di Euronymous. Con questa etichetta hanno pubblicato il loro album di debutto The Awakening a febbraio del 1990.
Il loro secondo album The Treasures Within è stato registrato nei mesi di giugno e luglio 1991 ma è stato pubblicato solo un anno dopo. Questo ritardo causò la partenza di Stipen, batterista, che è stato sostituito da Peter Stjärnvind nel febbraio 1992.
Nel settembre 1993, dopo la tournée scandinava, registrarono il loro terzo album con Dan Swano agli studi Unisound ed è stato pubblicato da No Fashion Records con il titolo Unbound.
Nel 1994 la band si sciolse a causa della disillusione con etichette discografiche, ma sono tornati insieme nel 1995 per registrare la canzone Cryonics per l'album tributo agli Slayer.
Nel 1999 il loro album di debutto è stato pubblicato dalla Osmose Productions, che alla fine ha portato alla ricomposizione del gruppo.
Nel maggio 2002 sono entrati in studio per registrare il successore del loro album del 1994, chiamato Merciless, come il nome del gruppo.

## Formazione
- Roger "Rogga" Pettersson - voce (1988-)
- Erik Wallin - chitarre (1986-)
- Fredrik Karlén - basso (1986)
- Stefan "Stipen" Carlsson - batteria (1986–1992, 2004-)

## Discografia

### Demo
- 1987 - Behind the Black Door (demo)
- 1988 - Realm of the Dark (demo)

### Album
- 1990 - The Awakening
- 1992 - The Treasures Within
- 1994 - Unbound
- 2003 - Merciless